# سام ون راسوم
سام ون راسوم (انگلیسی: Sam Van Rossom؛ زادهٔ ۳ ژوئن ۱۹۸۶) بازیکن بسکتبال اهل بلژیک است.
از باشگاه‌هایی که در آن بازی کرده‌است می‌توان به باشگاه بسکتبال والنسیا و باشگاه بسکتبال ساراگوسا اشاره کرد.